# 大町停留場 (富山縣)
大町停留場（日语：／ Ōmachi teiryūjō */?）是位於富山縣富山市大町，富山地方鐵道富山軌道線的電車站。車站編號為C02。
電車站位於富山縣道43號富山上瀧立山線上的共用軌道。

## 歷史
- 1933年（昭和8年）1月9日 - 富山市營軌道堀川大町停留場啟用[2]。
- 1943年（昭和18年）1月1日 - 路線轉讓。成為富山地方鐵道的電車站[3]。
- 1945年（昭和20年）8月2日 - 發生富山大空襲（日语：富山大空襲），使電車站暫停使用[4]。
- 1946年（昭和21年）1月14日 - 南富山站前至富山站前之間重開[5]。
- 1952年（昭和27年）以前 - 電車站改名為南小泉停留場[2]。
- 1962年（昭和37年）以前 - 電車站改名為大町停留場[2]。

## 電車站構造
電車站是地面車站，建造在共用行車道上，設有2面2線的相對式月台。

## 電車站周邊
- 富山縣立富山高等學校（日语：富山県立富山高等学校）
- 富山縣立富山和泉高等學校（日语：富山県立富山いずみ高等学校）
- 富山市立堀川中學（日语：富山市立堀川中学校）
- 富山市立堀川小學（日语：富山市立堀川小学校）
- 堀川小泉町二區公民館

## 相鄰電車站
富山地方鐵道
富山軌道線（本線）
南富山站前站（C01）－大町（C02）－堀川小泉（C03）

## 注腳
1. ↑  .   [2021年4月19日]. （原始内容存档于2021年3月5日） （日语）.
2. 1 2 3  今尾惠介（監）. . 新潮社. 2008: 36. ISBN 978-4107900241 （日语）.
3. ↑  1942年12月7日軌道譲渡許可「軌道譲渡」『官報』1942年12月21日（國立國會圖書館數碼化收藏）
4. ↑  富山地方鉄道（編）. . 富山地方鉄道. 1979: 175 （日语）.
5. ↑  富山地方鉄道（編）. . 富山地方鉄道. 1983: 378 （日语）.

## 外部連結
- 大町 市內電車 時間預定表PDF（日語） - 富山地方鐵道